# Zhang Xianghua
Zhang Xianghua (chiń. 张香花 ur. 10 maja 1968 w Runan) – chińska wioślarka. Dwukrotna medalistka olimpijska z Seulu.
Zawody w 1988 były jej jedynymi igrzyskami olimpijskimi. Wywalczyła dwa medale, srebro w czwórce ze sternikiem oraz brąz w ósemce.